# Nusret Gökçe

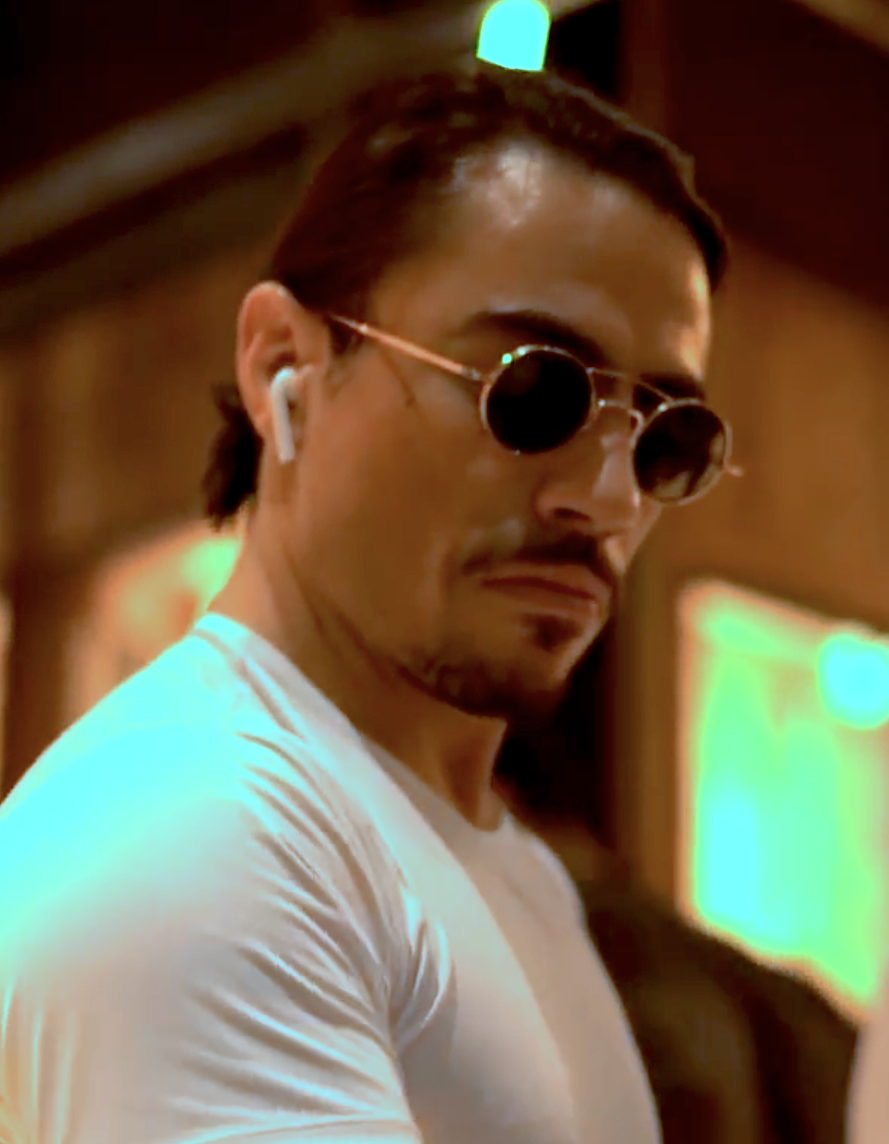
Nusret Gökçe im Jahr 2018

Nusret Gökçe (auch bekannt als Salt Bae; * 9. August 1983 in Şenkaya) ist ein türkischer Fleischer, Koch und Gastronom der Luxusrestaurantkette Nusr-Et.

## Leben
Gökçe wurde 1983 in der Stadt Şenkaya in der ostanatolischen Provinz Erzurum als Kind kurdischer Eltern geboren. Sein Vater war Bergmann. Die finanzielle Situation seiner Familie zwang ihn dazu, die Schule in der sechsten Klasse abzubrechen und nach mehreren Gelegenheitsjobs eine Ausbildung zum Fleischer in Kadıköy in der Provinz Istanbul zu beginnen.
Er reiste 2007 für drei Jahre nach Latein- und Nordamerika, unter anderem nach Argentinien und in die Vereinigten Staaten, wo er unbezahlt in Restaurants als Koch arbeitete. Nach der Rückkehr in die Türkei eröffnete er im Jahr 2010 mit einem Partner das erste Nusr-Et-Restaurant in Istanbul. Die türkische Doğuş Holding, ein Mischkonzern, stieg 2012 in das Unternehmen ein. Unter deren Gastro-Sparte D.ream folgten Eröffnungen in Istanbul, Ankara, Doha, Dubai, Abu Dhabi, Miami, Bodrum, Marmaris, Mykonos, Dschidda, Boston, London, Las Vegas, Beverly Hills, Dallas und New York.

## „Ottoman Steak“-Video
Bekannt wurde Gökçe mit dem Video Ottoman Steak, das er im Januar 2017 auf Twitter veröffentlichte. Es wurde über Instagram verbreitet und millionenfach aufgerufen. In dem Video führt er das Tranchieren und Salzen eines Steaks vor, worauf Salt Bae zu seinem Spitznamen wurde.
Im Instagram-Auftritt des Restaurants Nusr-Et lädt Gökçe Fotos und Videos hoch, die ihn unter anderem dabei zeigen, wie er bekannte Persönlichkeiten bewirtet. So erlangte beispielsweise der Besuch von Franck Ribéry, der in Dubai ein vergoldetes Ribeye-Steak aß, Aufmerksamkeit in der deutschsprachigen Presse. Seine Bekanntheit nutzte er dazu, auch in den USA Restaurants zu eröffnen.

Auch in Vietnam ist der Koch bekannt. So wurde der Sicherheitsminister Tô Lâm mit Gefolge bei Gökçe in London gesehen und gefilmt. In Vietnam stellte man danach die Frage, wie ein Minister mit formal 660 US-Dollar Monatsgehalt sich ein Steak für 1975 US-Dollar leisten kann. In der Folge wurde der vietnamesische Nudelverkäufer Bùi Tuấn Lâm (Onion Leaf Bae) von der Polizei wegen Verbrechen gegen den Staat verhaftet, nachdem er die Art des Salzens des türkischen Koch persiflierte.

## Trivia
Am 18. Dezember 2022 erregte Gökçe Aufsehen, als er sich während der Siegesfeier der Fußball-Weltmeisterschaft 2022 in Katar mit dem WM-Pokal und argentinischen Spielern ablichten ließ und sogar den WM-Pokal küsste. Entgegen erster Berichte handelte er dabei mit entsprechender Akkreditierung der FIFA. Als Reaktion darauf wurde er vom Finale des US Open Cups ausgeschlossen, außerdem kündigte die FIFA eine Untersuchung der Vorgänge an.